# Juan Terrazas Cuilty
Juan Terrazas Cuilty (Chihuahua, 1855 - 1925),hijo del poderoso latifundista Luis Terrazas y de Carolina Cuilty.  
Figuró con éxito en muchas compañías industriales y comerciales entre las que destacaron Batopilas Mining en la que fue tesorero.
Socio principal de la Compañía de Almacenes Generales de Depósito, casa que importaba al estado mercancías diversas como abarrote grueso (granos y azúcar) e implementos agrícolas. Vocal del Banco Comercial de Chihuahua, institución que llegó a expedir su propio papel moneda en denominaciones que iban desde los 5 centavos hasta peso, dos y cinco pesos. Socio de la Compañía del Ferrocarril Kansas City, México y Oriente. 
En política tuvo una destacada carrera. Fue diputado a la XI Legislatura Federal. Senador por el Estado de Campeche en el cuatrienio de 1904 a 1908. Diputado por Meoqui a las Legislaturas Locales XXIV y XXV.
Propietario de vastas extensiones para la agricultura y el pastoreo, fue duramente atacado en sus haberes y en su vida privada durante la Revolución de 1910.
Fue dueño de un almacén importador de abarrotes en general, cuya denominación era sencillamente “Juan Terrazas”, por lo conocido de su nombre.  La tienda estuvo localizada en las calles Juárez y Sexta. El éxito que logró en sus negocios le presentó en cuatro ocasiones la elección como presidente de la Cámara de Comercio, Industrial, Agrícola y Minera de Chihuahua en los años 1900, 1902, 1909 y 1910.